# Mount Bunt
Mount Bunt ist ein scharfgratiger, kegelförmiger und 2315 m (nach australischen Angaben 1838 m) hoher Berggipfel der Prince Charles Mountains im ostantarktischen Mac-Robertson-Land. Er ragt am südwestlichen Ende einer Gruppe niedriger Gipfel rund 11 km südöstlich des Mount Hollingshead in der Aramis Range auf.
Entdeckt wurde er im Januar 1957 von der  Südgruppe der Australian National Antarctic Research Expeditions unter der Leitung des australischen Bergsteigers William Gordon Bewsher (1924–2012). Das Antarctic Names Committee of Australia (ANCA) benannte ihn am 22. Juli 1957 nach John Stewart Bunt (* 1927), Biologe auf der Mawson-Station im Jahr 1956.